# Loạn Mito
Loạn Mito (水戸幕末争乱 Thủy Hộ Mạc mạt tranh loạn, Mito bakumatsu sōran), còn được gọi là Khởi nghĩa Kantō hoặc Loạn Đảng Tengu (天狗党の乱 Thiên Cẩu đảng loạn, Tengutō no ran), là một cuộc nội chiến xảy ra trong khu vực phiên Mito, Nhật Bản từ giữa tháng 5 năm 1864 đến tháng 1 năm 1865. Nó liên quan đến một cuộc nổi dậy và các hành động khủng bố chống lại quyền lực trung ương của Mạc phủ nhằm ủng hộ phong trào Tôn vương Nhương di ("sonnō jōi").

## Diễn biến
Một đạo quân trấn áp của Mạc phủ được gửi đến núi Tsukuba vào ngày 17 tháng 6 năm 1864, bao gồm 700 binh lính Mito dưới quyền chỉ huy của Ichikawa, với 3 đến 5 khẩu đại bác và ít nhất 200 súng cầm tay, cũng như lực lượng Mạc phủ Tokugawa gồm 3.000 người với hơn 600 súng và một số khẩu đại bác.
Khi xung đột leo thang, vào ngày 10 tháng 10 năm 1864 tại Nakaminato, lực lượng Mạc phủ gồm 6.700 quân đã bị 2.000 quân Mito đánh bại, và một số đạo quân Mạc phủ chịu thảm bại sau đó.
Tuy nhiên, quân binh phiên Mito đang suy yếu, chỉ còn khoảng 1.000 người. Đến tháng 12 năm 1864, họ phải đối mặt với một lực lượng mới dưới quyền của Tokugawa Yoshinobu (bản thân ông sinh trưởng tại Mito) đông đến hơn 10.000 quân, cuối cùng buộc họ phải đầu hàng.
Cuộc nổi dậy dẫn đến 1.300 người chết về phía quân Mito, bị đàn áp tàn khốc, bao gồm 353 vụ hành quyết và khoảng 100 người chết trong cảnh bị giam cầm.

## Khác
- Hai phiên Mito và Hikone trở nên thù địch kể từ sau sự biến Cổng Sakurada năm 1860. Mito và Hikone sau cùng đành chấp nhận hòa giải tại Tsuruga, địa điểm các thành viên Tengutō chịu chết, sau 110 năm xảy ra biến cố.
- Các vùng dày đặc hạt nhân của Nhật Bản tập trung gần Mito và gần Tsuruga, hai nơi này có liên quan đến cuộc nổi dậy Tengutō. Đặc biệt, Jōyō (Ōarai, hàng xóm của Mito) và Monju (Tsuruga) là hai lò phản ứng nhanh làm mát bằng natri ở Nhật Bản.